# Soya 3D
Soya 3D est un moteur 3D orienté objet écrit en Python. C'est un logiciel libre multi-plateformes, développé par Jean-Baptiste "Jiba" Lamy.
Ses fonctionnalités incluent :
- le graphe de scène
- une gestion des ombres portées
- le cel-shading
- un système de particules